# کریستوفر میدلتون
کریستوفر میدلتون (انگلیسی: Christopher Middleton؛ حدود ۱۶۹۰ –۱۲ فوریه ۱۷۷۰) ناوبر بریتانیایی شرکت هادسونز بی کمپانی و افسر نیروی دریایی پادشاهی بریتانیا بود. او در ۷ آوریل ۱۷۳۷ به عضویت انجمن سلطنتی انتخاب شد.